# Torre dels Frares (Fraga)
La torre dels Frares és una torre defensiva d'origen medieval situada a Fraga (Baix Cinca).
Tot i que algunes fonts consideren que l'edifici actual és del segle xv sobre elements anteriors, l'origen de la torre sembla que se situa al segle xiii, quan era l'element defensiu d'una explotació agrícola pertanyent a l'Orde del Temple (d'aquí el nom d'Almúnia dels Templers). Posteriorment va passar als hospitalers, i després de passar per diverses mans, al segle xix es va fer servir d'habitatge un cop perduda qualsevol funció militar. Finalment, el 1972, la construcció de l'autopista AP-2, el traçat de la qual passava per l'emplaçament de la torre, va obligar a traslladar-la fins a la situació actual, al costat de l'entrada de l'autopista.

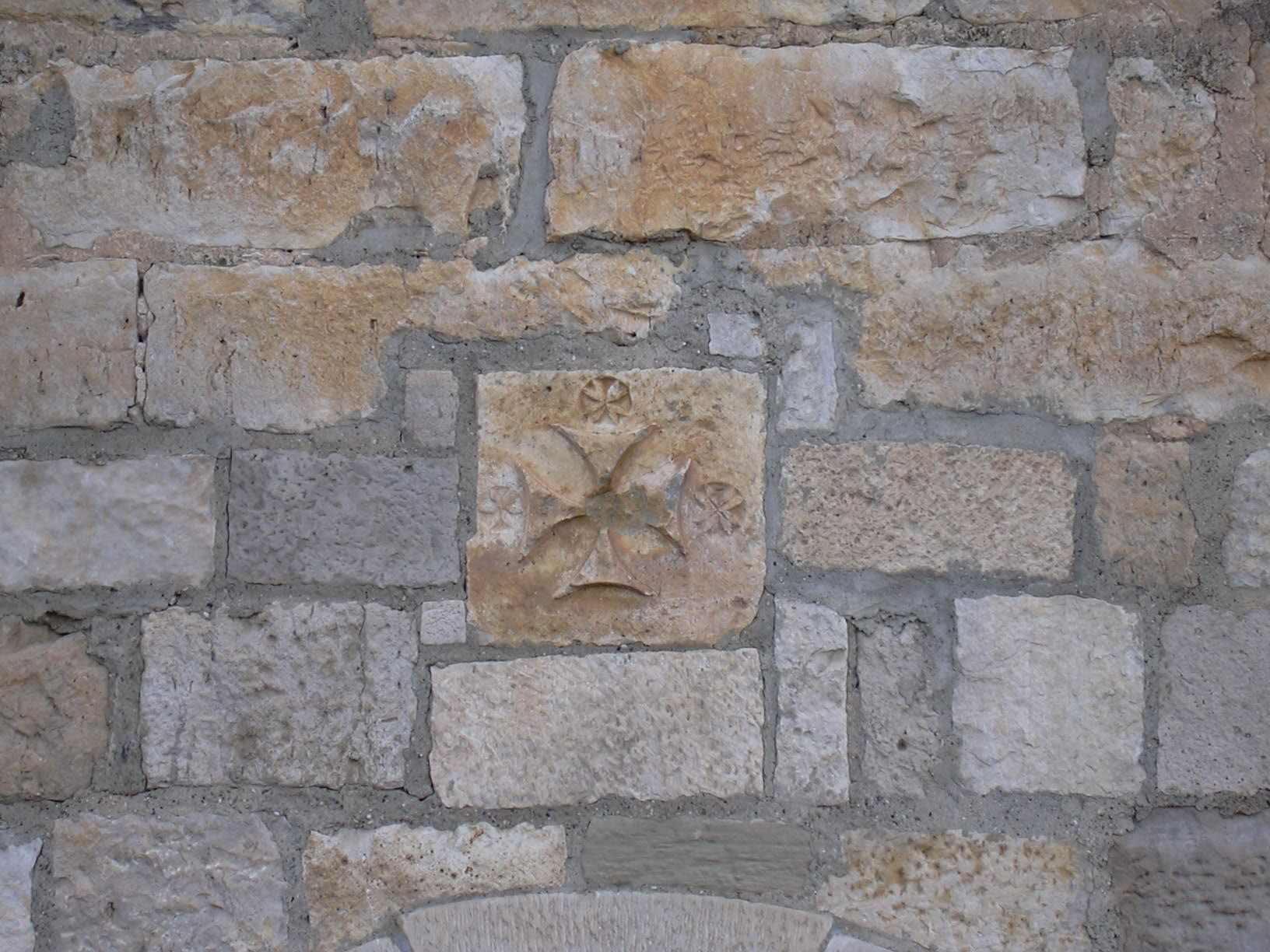
A un metre sobre la porta, hi ha un relleu amb una creu de Malta, símbol de l'orde de l'Hospital.

És de planta quadrada i 13 metres d'alçada. La porta original del temps del templers era al primer pis, per facilitar-ne la defensa. Posteriorment, els hospitalers van obrir una porta a la planta baixa i van convertir l'antiga en finestra, a més d'afegir-hi un matacà per protegir-la. Els merlets que coronen la torre són probablement d'aquesta època. La torre té espitlleres originals i finestres obertes amb posterioritat. Les darreres són de l'adaptació com a habitatge al segle xix, igual que bona part de les divisions interiors.